# Bernhard Knubel
Bernhard Knubel   (Merzig, 2 de març de 1938 - Gelsenkirchen, 23 de febrer de 1973) fou un remer alemany que va competir durant la dècada de 1950. Inicialment havia jugat a handbol.
El 1960 va prendre part en els Jocs Olímpics d'Estiu de Roma, on guanyà la medalla d'or en la prova del dos amb timoner del programa de rem. Formà equip amb Karl Renneberg i Klaus Zerta.